# Horodyszcze (hromada Nowohujwynśke)
Horodyszcze (ukr. Городище) – wieś na Ukrainie, w obwodzie żytomierskim, w rejonie żytomierskim, w hromadzie Nowohujwynśke. W 2001 liczyła 212 mieszkańców, spośród których 209 wskazało jako ojczysty język ukraiński, a 3 rosyjski.